# Andrea Řihakova
Andrea Řihakova (* 25. Januar 1978 in Hodonín oder Žilina) ist eine ehemalige slowakische Fußballspielerin.

## Karriere

### Verein
Řihakova startete ihre Karriere bei PVA Bratislava und wurde in der Winterpause 1998/99 nach Österreich zum SV Neulengbach verliehen. Nach ihrer Rückkehr zu PVA Bratislava wechselte sie zum Stadtrivalen ŠK Slovan Bratislava, von wo sie für die Saison 2003/04 zum österreichischen Bundesligisten FCU Neustadtl ausgeliehen wurde. Im Sommer 2004 kehrte sie zu ŠK Slovan Bratislava zurück und spielte bis zum Winter 2005/06 beim slowakischen Hauptstadtverein. Im Januar 2006 heuerte sie beim SV Horn an und wechselte eineinhalb Jahre später zum Erstligisten SKV Altenmarkt, bei dem sie 2012 ihre Profikarriere beendete und danach vorrangig in der zweiten Mannschaft zum Einsatz kam.

### International
Řihakova war A-Nationalspielerin der slowakischen Fußballnationalmannschaft der Frauen.